# Eragrostis dayanandanii
Eragrostis dayanandanii är en gräsart som beskrevs av Ravich., Krishnan och N.P.Samson. Eragrostis dayanandanii ingår i släktet kärleksgrässläktet, och familjen gräs. Inga underarter finns listade i Catalogue of Life.